# Zhaoling (Tangdynastin)
För andra betydelser, se Zhaoling.
Zhaoling (kinesiska: 昭陵, Zhāolíng) är ett gravkomplex från den kinesiska Tangdynastin (618–907) för kejsare Tang Taizong (599-649). Gravkomplexet finns 60 km nordväst om Xi'an i Kina. Utöver kejsare Taizongs grav är det över 200 andra personer begravda runt Zhaoling. Gravkomplexet som upptar en yta av 200 kvadratkilometer är det största av Tangdynastins arton kejsargravar och sannolikt ett av de absolut största i världen. De berömda stenskulpturerna Zhaolings sex hästar stod fram till 1910-talet längs mausoleets norra entré.

## Historia
Li Shimin grundade tillsammans med sin far Li Yuan Tangdynastin. Li Yuan blev kejsare under namnet Tang Gaozu. År 627 tog Li Shimin makten från sin far och utropade sig som kejsare Tang Taizong. Li Shimin var en av de största och mest framgångsrika kejsarna i den kinesiska historien.
Sannolikt valdes platsen för Zhaoling ut i anslutning till att kejsare Taizongs kejsarinna Wende avled år 636 och senare samma år begravdes där. Konstruktionen av Taizongs egen grav påbörjades 637 och avslutades tretton år senare när kejsaren avled år 649. Kejsare Taizong begravdes i Zhaoling drygt två månader efter sin död den 29 september samma år. Zhaoling byggdes sedan ut under mer än 100 år efter kejsare Taizongs död och det totala gravkomplexet upptog till slut en yta av 200 kvadratkilometer.

## Utförande
Zhaoling ligger 17 km norr om Liquan härad och 60 km nordväst från centrala Xi'an i Shaanxiprovinsen i Kina. Kejsare Taizongs far och Tangdynastins första kejsare Gaozu proklamerade på sin dödsbädd att "Begravningssystemet ska vara enkelt och sparsamt" (園陵制度, 務從儉約.) vilket Taizong och de efterföljare kejsarna följde. Zhaoling är liksom de flesta av Tangdynastins kejserliga gravar byggt kring ett naturligt berg i stället för att bygga stora handgjorda pyramider som Qin- och Handynastin ofta gjorde. Zhaoling är byggt kring berget Jiuzong (九嵕山). Kejsare Taizong skrev år 637 föreskrifterna för Tangdynastins begravningssystemet där han förtydligade sparsamheten och även att hans egen grav bara skulle vara stor nog att rymma hans egen kista. Bröderna Yan Lide och Yan Libyen är arkitekterna bakom Zhaoling vars layout är baserad på Tangdynastins huvudstad Chang'an (dagens Xi'an)

### Gravkammaren

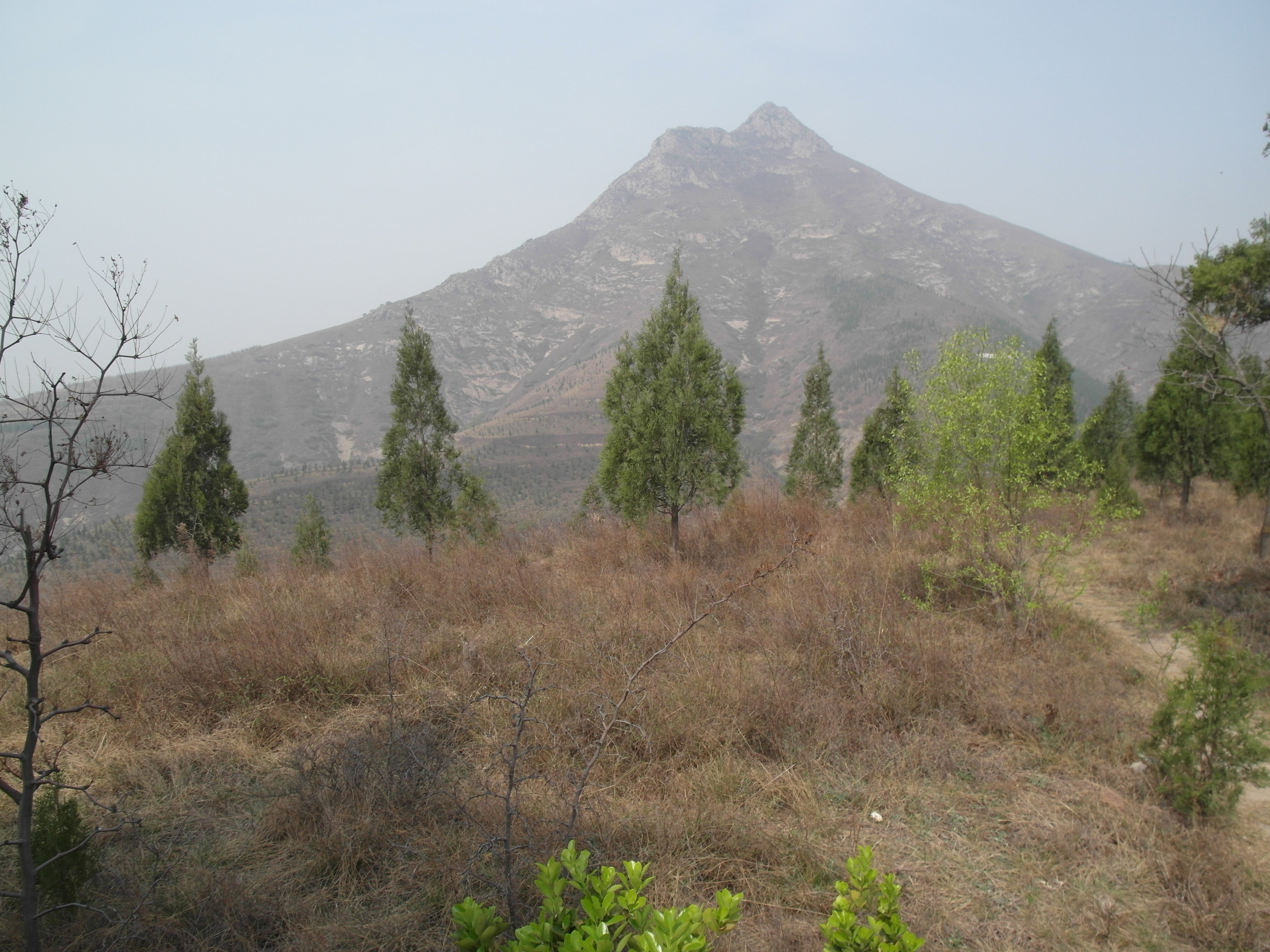
Berget Jiuzong som innehåller kejsare Taizongs gravkammare.

Kammaren där kejsare Taizong, och även kejsarinnan Wende, är begravd är uthuggen i berget Jiuzong från dess södra sida. En drygt 200 meter lång gång leder in till gravkammaren. Graven förslöts med fem stendörrar. Ingången till gravkammaren var placerad så otillgänglig att det var tvunget att byggas en temporär trägång längs bergssidan som sedan togs bort efter att graven förslutits. Den militära kommissionären Wen Tao plundrade Zhaoling efter att Tangdynastin hade fallit under Senare Liangdynastin. Wen Tao beskrev gravkammaren som stor och vacker, och han antyder även att gravkammaren hade väggmålningar. I mitten fanns huvudkammaren med en sidokammare på var sida. I sidokamrarna fanns stensoffor med stenkistor ovanpå. I stenkistorna fanns metallskrin med papper, bläck, böcker och kalligrafi. Allt blev stulet av Wen Tao, som även plundrade flera andra av Tangdynastins kejsargravar. Enligt kejsar Taizongs testamente skulle även det kända kalligrafiverket Lantingji Xu ha funnits i graven, men i listan över stöldgods nämns inte Lantingji Xu. I dag är graven stängd och man vet inte exakt var ingången är.

### Xiandian
På berget Jiuzongs branta södra sida finns ruinerna av Xiandian (献殿) som var Zhaolings huvudpalats. Xiandians fundament var 40 gånger 40 meter och tros ha varit 10 meter hög. Palatset hade tre dörrar på dess södra sida. Spår av väggmålningar har hittats på resterna av palatsets väggar. Söder om Xiandian låg Zhaolings södra port, Vermilionfågelporten (朱雀门), och utanför den stod två vakttorn. Tornens diameter var 23 meter och de stod med 90 meters mellanrum.

### Qingong
Sydväst om Zhaoling fanns palatset Qingong (寝宫). Här bodde personalen som skötte Zhaoling. Palatset upptog ett område på 300 gånger 240 meter. Palatset omslöts av en mur med tre portar, en mot söder och två mot norr. Qingong brann dock ner till grunden redan under Tangdynastin, och kejsare Dezong beordrade att återuppbygga Qingong nästan en mil från Zhaoling.

### Norra Simaporten

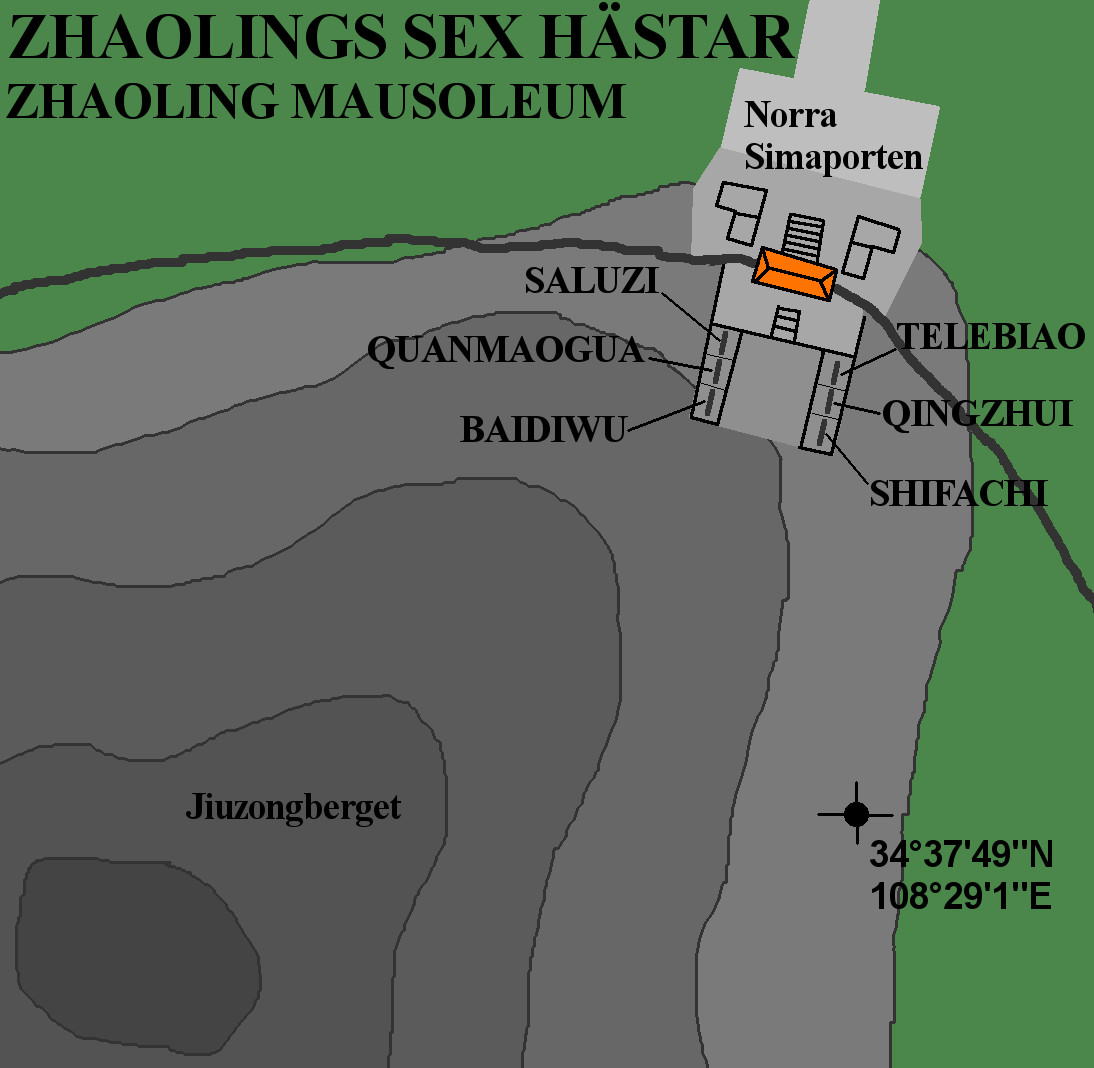
Layout visande Norra Simaporten och Zhaolings sex hästar vid Zhaoling norr om berget Jiuzong.

I sluttningen på norra sidan om Jiuzongbergtet finns en terrass som heter Norra Simaporten (北司马门). Terrassen är 86 meter i nord-sydlig riktning och 61 meter mellan de branta ravinerna på öst- och västsidan. Här fanns de flesta byggnaderna som hörde till Zhaoling. Arkitekturen är symmetrisk kring dess nord-sydliga axel varav den västra sidans ruiner är bäst bevarade. Terrassen är uppbyggd i fem plattformar med en total höjdskillnad av 31 meter. Under år 2002 och 2003 grävdes området kring plattformarna ut. På tredje plattformen finns ruiner av tornliknande rektangulära strukturer. På fjärde plattformen finns rester av porten till det intre gravområdet. Innanför porten finns ett teglat dränage för att leda bort vatten. På femte plattformen, dvs längs söderut och närmast Jiuzongbergtet, löper två parallella öppens korridorer. Korridorens tak bars upp av åtta rader med pelare som delade varje korridor i sju sektioner. För varje sektion så höjdes golvnivån 30 till 40 centimeter för att följa den lutande plattformen. De båda korridorerna var 23 meter långa i nord- sydlig riktning och drygt 5 meter breda. Inne i korridorerna fördelat på både östra och västra sidan fanns fundament för fjorton statyer och sex stentavlor föreställande springande hästar. Dessa stentavlor kallas Zhaolings sex hästar.

## Zhaolings sex hästar

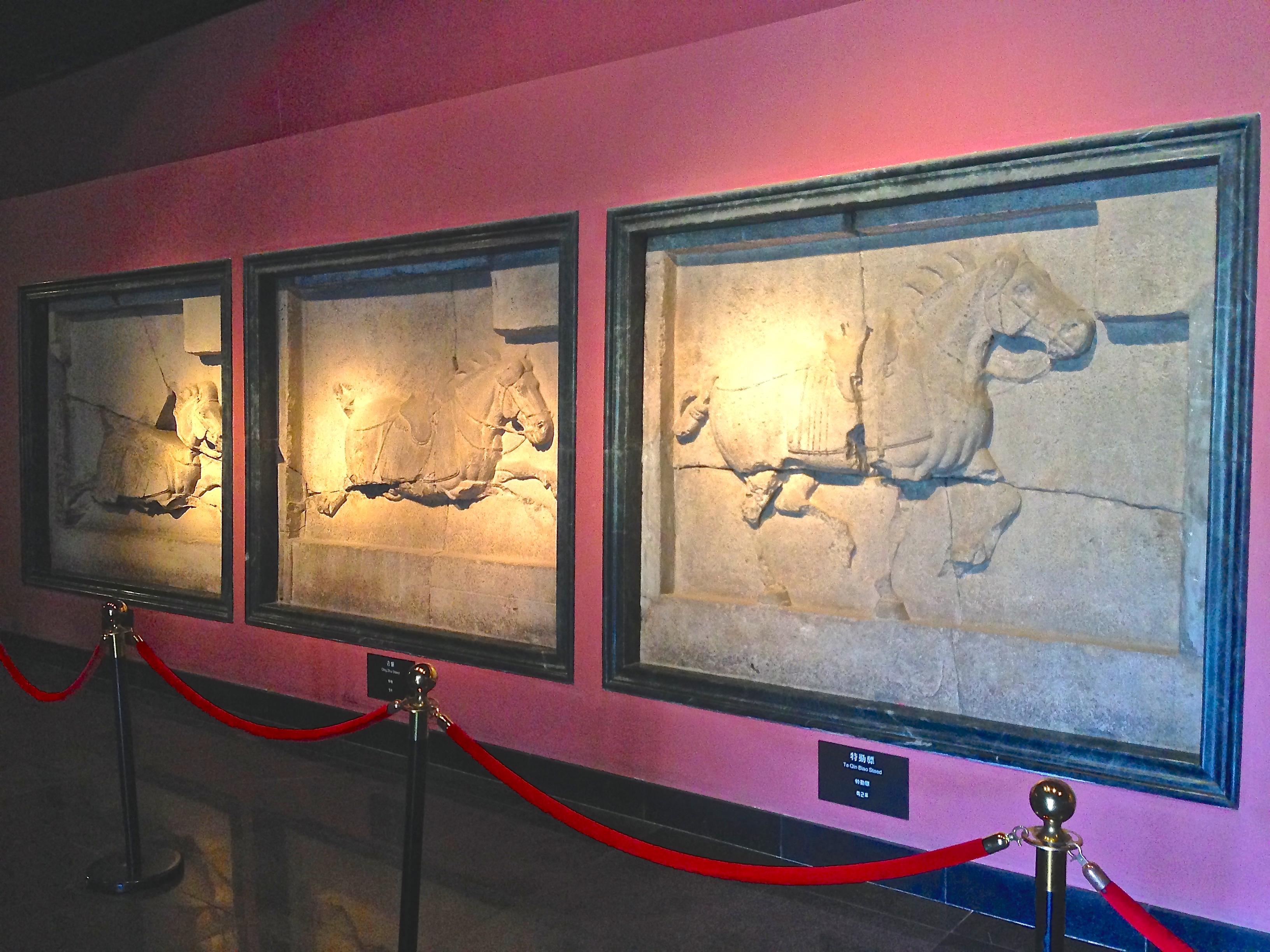
Tre av sex stenhästar från Zhaoling i Xi'an på Beilinmuseet.

Zhaolings sex hästar (昭陵六骏) är sex stentavlor i högrelief föreställande stridshästar. Dessa hästar är personligt utvalda av kejsare Taizong och representerar hans framgångar på slagfälten. Hästarna som alla representerar verkliga förlagor heter Quanmaogua, Shifachi, Baitiwu, Telebiao, Qingzhui och Saluzi. Stenarna är vardera 2,0 meter breda och 1,7 meter höga. Tidigare kantade dessa skulpturer den norra porten till Zhaoling. På 1910-talet flyttades stenhästarna från Zhaoling, och två av dem lämnade sedan Kina och hamnade slutligen på Penn Museum i Pennsylvania i USA där de finns idag. De övriga fyra stenhästarna finns i Beilinmuseet i Xi'an. Zhaolings sex hästar är betydande konstskatter för Kina.

## Satellitgravar
Zhaoling har det största antalet satellitgravar av alla kejserliga mausoleum. Mer än 200 personer har begravts runt Zhaoling i 194 olika gravar. 74 av de begravda personers är identifierade. 30 av satellitgravarna har blivit utgrävda. Satellitgravarna tillhör många olika grupper: Den kejserliga familjen och dess släktingar, framgångsrika civila och militära tjänstemän och även dess släktingar. Satellitgravarna är av olika typer beroende på vem som är begravd. De finaste som tillhör kejsarfamiljen eller högt rankade generaler är byggda kring en naturlig kulle eller en pyramid med flat topp och är smyckad med stenar och statyer. De finaste gravarna låg i nära anslutning till berget med kejsare Taizongs grav. Den vanligaste typen som är representativ för mer än 100 av satellitgravarna består av en cirkulär gravkulle och är utspridda ganska långt från kejsarens grav. Den enklaste typen av gravar har ingen gravkulle utan bara en sten. En poet under Qingdynastin skrev om Zhaolings satellitgravar att "...160 gravar hade halvcirkelformade gravstenar omgivna med grön furu, cypresser, hög poppel och stora pagodaträd...".